# Wil de Vrey-Vringer
W.M.C. (Wil) de Vrey-Vringer (Utrecht, ca. 1945) is een Nederlands politicus van de VVD.
Ze is afgestudeerd in de rechten aan de Rijksuniversiteit Utrecht. Daarna was ze werkzaam bij de provinciale griffie in Utrecht en de rechtswinkel in Amsterdam. In 1974 werd ze gemeenteraadslid in Haarlemmermeer en later werd ze daar ook wethouder. Eind 1989 volgde haar benoeming tot burgemeester van Nieuwkoop en negen jaar later werd ze burgemeester van Goirle.
In december 2005 ging ze vervroegd met pensioen waarna ze zich als mediator ging richten op bemiddeling bij bijvoorbeeld conflicten met een gemeente over een bestemmingsplan of een bouwvergunning. In 2009 was ze betrokken bij de oprichting van de Landelijke vereniging van Vrij Gevestigde Mediators (LVGM) waarvan ze de voorzitter werd.